# Iteso

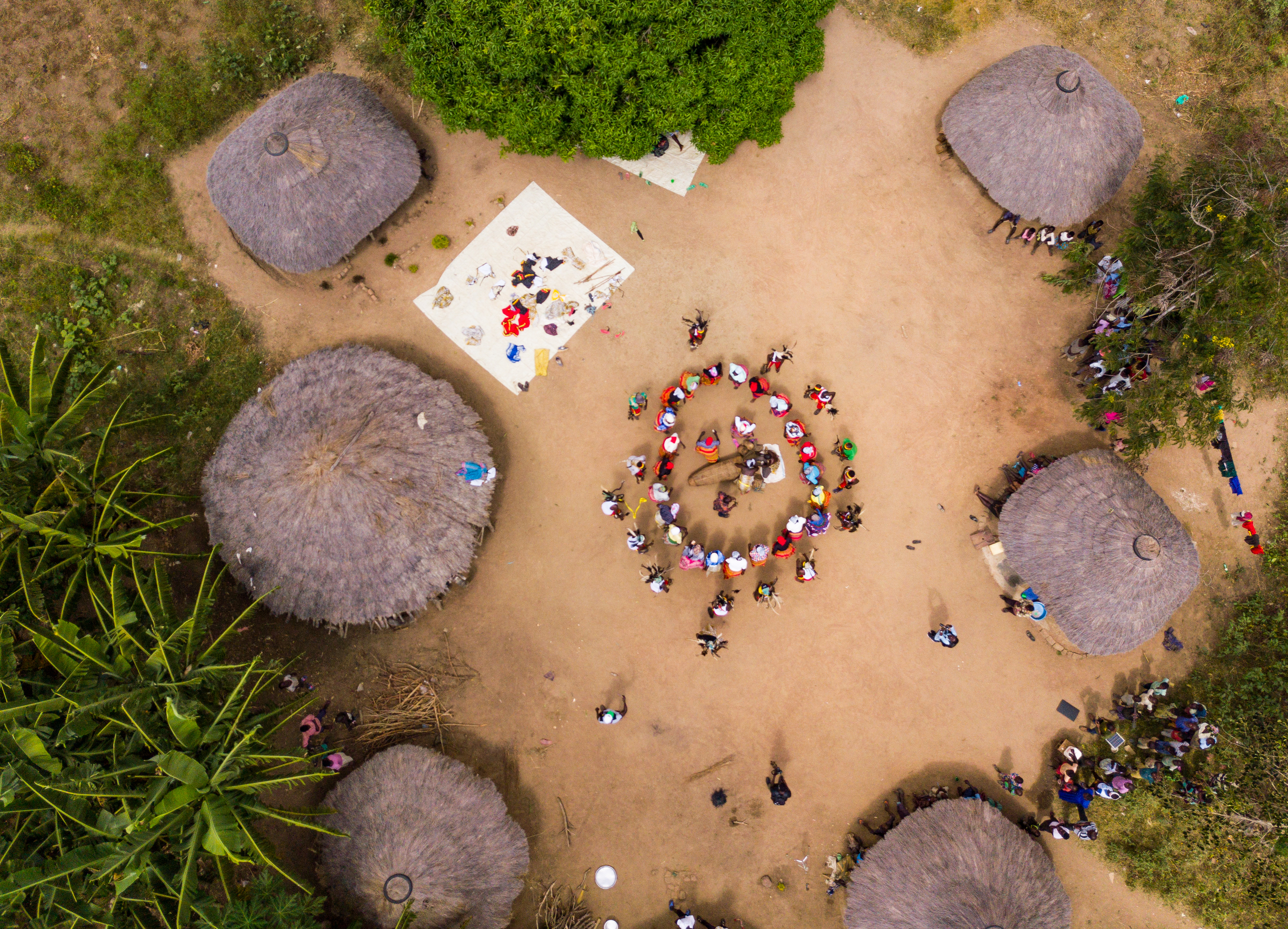
Traditionelle Iteso Familiensiedlung in Ost-Uganda aus der Drohnenperspektive

Die Iteso oder Teso sind mit einem Bevölkerungsanteil von schätzungsweise 8,1 %, also etwa 2.500.000 Menschen, die zweitgrößte Volksgruppe in Uganda, daneben gibt es auch im angrenzenden Kenia etwa 280.000 Iteso. Sie gehören zu den nilotischen Völkern. Ihre ostnilotische Sprache wird Ateso genannt.
In Uganda erstreckt sich das Siedlungsgebiet der Iteso von Karamoja bis an den Kyogasee und umfasst die Distrikte Soroti, Kumi, Katakwi, Amuria und Kaberamaido. In Kenia leben sie im Busia-Distrikt, auch um die Grenzstadt Malaba. Die Iteso betreiben Ackerbau, seit der Einführung von Cash Crops um 1912 bauen sie auch Kaffee und Baumwolle zum Verkauf an. Ihre Gesellschaft ist einerseits in lose organisierten Clans mit Ältesten an der Spitze, andererseits in Altersklassen organisiert.
Ein bekannter Teso ist der katholische Bischof von Kakamega in Kenia, Philip Sulumeti.